# Epigynum
Epigynum es un género de fanerógamas de la familia Apocynaceae. Contiene cinco especies. Es originario del sur de China y regiones tropicales de Asia.

## Taxonomía
El género  fue descrito por Robert Wight y publicado en Icones Plantarum Indiae Orientalis 4(2): 4. 1848.

## Especies aceptadas
A continuación se brinda un listado de las especies del género Epigynum aceptadas hasta octubre de 2013, ordenadas alfabéticamente. Para cada una se indica el nombre binomial seguido del autor, abreviado según las convenciones y usos. 
| - Epigynum auritum (Schneid.) Tsiang & P.T.Li - Epigynum cochinchinensis (Pierre) D.J.Middleton - Epigynum graciliflorum (Pit.) Pichon - Epigynum griffithianum Wight - Epigynum ridleyi King & Gamble |